# تپه گردکوه جمنان
تپه‌های گردکوه جمنان

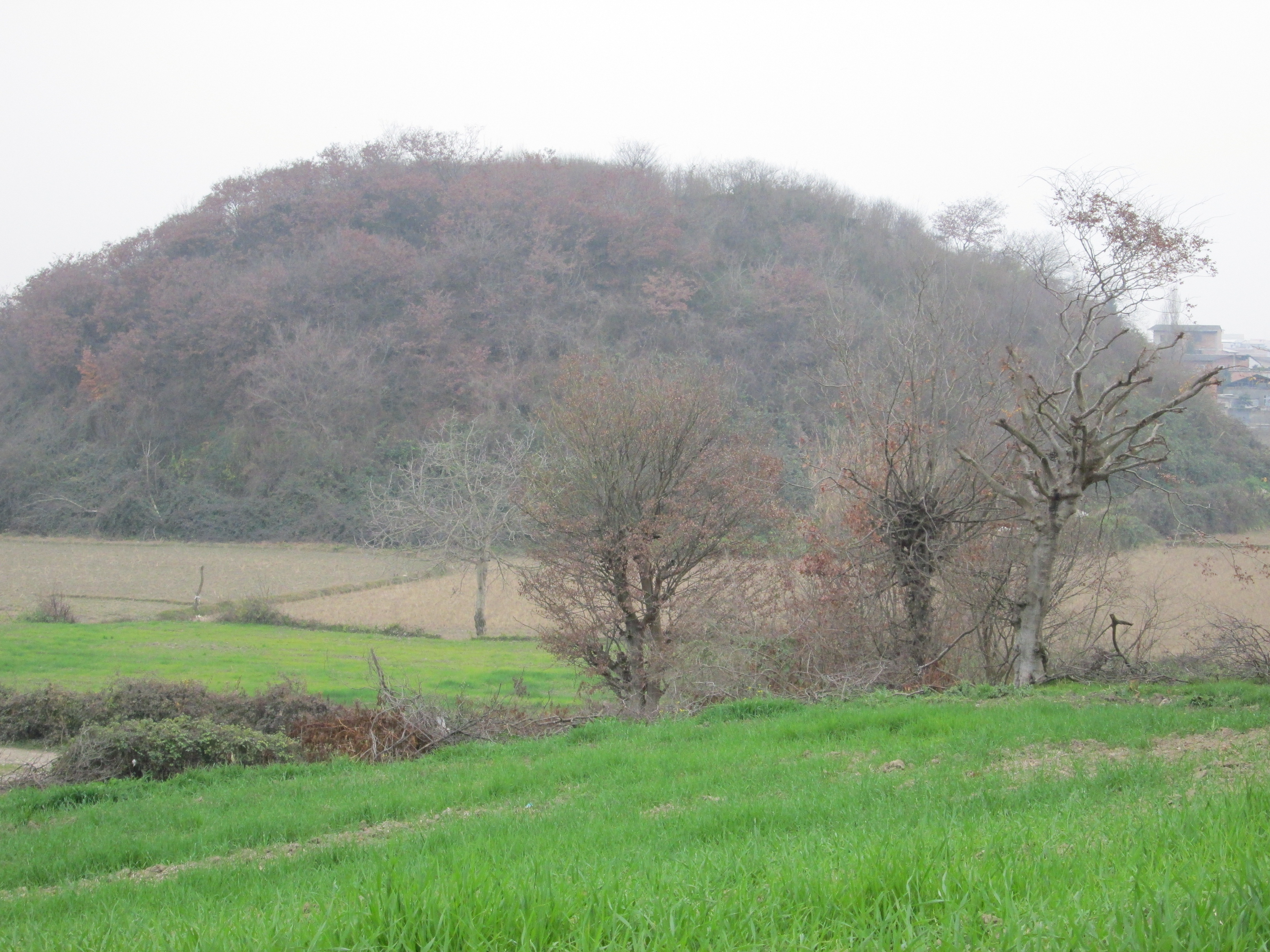
تپه گردکوه جمنان

گردکوه شامل سه تپه بزرگ باستانی است که بلندترین آنها ۲۶ متر بلندا دارد و دیرینگی آنها تا عصر آهن تخمین زده شده است. در کاوش‌های انجام شده در این منطقه گورستانی با دیرینگی ۲۵۰۰ سال پ م یافت شده است. همچنین اشیائی هم چون ظروف سفالی مربوط به دوران ساسانیان و اشکانیان یافت شده است. شواهدی وجود دارد که این تپه‌ها در دوران ساسانیان و پس از حمله اعراب کاربرد نظامی داشته و تپه بلند ۲۶ متری دژ نظامی بوده است. این تپه‌ها در جنوب شرقی شهرستان قائم‌شهر واقع شده است. این آثار در تاریخ ۱۰ خرداد ۱۳۸۲ با شمارهٔ ثبت ۸۸۰۳ به‌عنوان یکی از آثار ملی ایران به ثبت رسیده‌است.

## ویدئو
لینک ویدئو